# Saido Berahino
Saido Berahino, född 4 augusti 1993 i Bujumbura, Burundi, är en engelsk-burundisk fotbollsspelare (anfallare) som spelar för Sheffield Wednesday. Han representerar även det burundiska landslaget.

## Karriär
Den 20 januari 2017 värvades Berahino av Stoke City, där han skrev på ett 5,5-årskontrakt. Den 9 augusti 2019 värvades Berahino av belgiska Zulte Waregem, där han skrev på ett tvåårskontrakt med option på ytterligare ett år. Den 5 oktober 2020 lånades Berahino ut till belgiska Charleroi på ett låneavtal över resten av säsongen 2020/2021. Den 31 augusti 2021 värvades Berahino till League One-klubben Sheffield Wednesday.